# Ratikkamuseo
Ratikkamuseo (svensk: Spåramuseet) er et sporvejsmuseum i Taka-Töölö i Helsinki, der drives af bymuseet Helsingin kaupunginmuseo. På museet er der udstillet forskellige sporvogne og andre effekter fra Helsinkis sporvejshistorie. En af museets vogne, hestesporvognen nr. 11 fra sporvejenes åbning i 1890, er den eneste af de flere hundrede hestesporvogne, der blev bygget af Scandia i Randers, der er bevaret intakt.
Museet har til huse i Helsinkis første remise til elektriske sporvogne, der blev opført i 1900 efter tegninger af Waldemar Aspelin i det daværende villaområde Rosavilla. Bygningen er opført i tegl og har et fladt sadeltag, som det var typisk for den tids industribygninger. Der var porte i begge ender af remisen, som sporvognene kunne køre igennem. Ved opførelsen erstattede den de tidligere remiser og stalde for hestesporvogne samt folkelokaler i området. I 1970'erne blev remisen selv erstattet af den nye remise Töölön raitiovaunuvarikko ved siden af. Den tidligere remise ombyggedes fra midten af 1980'erne til 1992, hvorefter museet åbnede i 1993. Siden 2004 anvendes lokalerne desuden af kulturhuset Korjaamo.